# Muestra Internacional de Cine de São Paulo
La Muestra Internacional de Cine de São Paulo (en portugués Mostra Internacional de Cinema de São Paulo) es un festival de cine realizado anualmente en la ciudad de São Paulo, Brasil.
Es un evento cultural sin fines de lucro, realizado por la ABMIC (Asociación Brasileña Muestra Internacional de Cine). El Estado de São Paulo y la ciudad establecen el mes de octubre como mes oficial de la Muestra. 

## Historia
Su creación data de 1977, cuando el crítico de cine Leon Cakoff quiso celebrar los treinta años de la fundación del Museo de Arte de São Paulo Assis Chateaubriand.
La primera edición de la Muestra Internacional de Cine tuvo dieciséis largometrajes y siete cortos (de 17 países), presentados en 40 funciones en el Gran Auditorio del MASP e inauguró la modalidad del voto del público para elegir la mejor película, ritual que nunca más fue abandonado. El vencedor del Premio del Público fue Lúcio Flávio, o passageiro da agonia, de Héctor Babenco. En su momento el Jornal do Brasil llegó a escribir que la Muestra era el único lugar de Brasil en el que las personas tenían el derecho de votar.

### Censura
En aquella época, Brasil se encontraba bajo la dictadura militar, lo que hizo que las primeras siete ediciones realizadas por el Departamento de Cine del MASP, dirigido por Cakoff, tuviesen muchas dificultades debido a la censura impuesta por el régimen. Desligada del museo en 1984, la muestra desafió a la censura iniciando un proceso legal contra la Estado, reivindicando el derecho de presentar los filmes seleccionados directamente al público, sin censura previa, como ocurría hasta entoncese.
La muestra ganó el proceso legal, pero a pesar de estar en el último año de la dictadura (1984), su programación pública fue suspendida en la primera semana de su octava edición. La interrupción duró cuatro días, tiempo suficiente para que los censuradores del Ministerio de Justicia, a cargo de Ibrahim Abi-Ackel, vieran todos los filmes de la programación del festival. La truculencia mostrada tuvo repercusión internacional y se generó un quiebre recién para la edición siguiente, a pesar del proceso de redemocratización por el que Brasil estaba atravesando con el fin de la dictadura.
A partir de 1985, la muestra dejó de pasar por censura previa debido a un documento oficial firmado por el entonces ministro de Justicia Fernando Lyra, a pedido de los propios organizadores del evento. La medida de ley se extendió a todo el territorio brasileño, aislando a partir de ese momento a otros festivales que incorporaban, de forma pasiva, la censura previa en sus reglamentos. La victoria en la Justicia hizo que la novena Muestra Internacional de Cine, realizada entre el 15 y el 31 de octubre de 1985, se llevara a cabo sin censura.

### Historia reciente
La 29.ª Muestra Internacional de Cine de São Paulo tuvo en su programa una selección compuesta por 359 largometrajes y 62 cortos, totalizando 1.159 funciones de cine, repartidas en 20 salas diferentes.
La 30.ª Muestra Internacional de Cine de São Paulo tuvo en su programa una selección compuesta por 292 largmetrajes y 99 cortos. La cantidad de espectadores fue de 220 mil.
La 31.ª Muestra Internacional de Cine de São Paulo fue realizada del 19 de octubre al 1 de noviembre de 2007.